# Charaxes marsabitensis
Charaxes marsabitensis är en fjärilsart som beskrevs av Van Someren 1967. Charaxes marsabitensis ingår i släktet Charaxes och familjen praktfjärilar. Inga underarter finns listade i Catalogue of Life.